# باستيان شولتس
باستيان شولتس (بالألمانية: Bastian Schulz)‏ (10 يوليو 1985 بهانوفر في ألمانيا - ) هو لاعب كرة قدم ألماني في مركز الوسط. لعب مع آر بي لايبزيغ ونادي فولفسبورغ ونادي كايزرسلاوترن وهانوفر 96 وVfL Wolfsburg II ‏.

## روابط خارجية
- باستيان شولتس على موقع قاعدة بيانات كرة القدم.إي يو (الإنجليزية)
- باستيان شولتس على موقع بيانات كرة القدم. دي إي (الألمانية)
- باستيان شولتس على موقع Soccerway.com (الإنجليزية)
- باستيان شولتس على موقع عالم كرة القدم.نت (الإنجليزية)